# .lb
Pour les articles homonymes, voir LB.
.lb est le domaine de premier niveau national (country code top level domain : ccTLD) réservé au Liban. Il est introduit le 25 août 1993 et est exploité par l'Internet Society Lebanon.

## Historique
Le registre des domaines libanais (LBDR) est créé en 1993. Il propose des domaines gratuits directement aux titulaires, sans recourir à un modèle de bureau d'enregistrement. Il est attribué le 25 août 1993 à Nabil Bukhalid de l'Université américaine de Beyrouth et le premier nom de domaine enregistré est aub.ac.lb. À partir du 1er février 2021, le registre introduit un modèle de bureau d'enregistrement et les registrants ne peuvent plus enregistrer directement leurs domaines. Dans le même temps, le registre introduit également une redevance annuelle pour les domaines et supprime l'exigence de marque déposée pour les registrants.
Le 13 juillet 2023, l'ICANN reprend la gestion du registre .lb à la suite de la mort de son gestionnaire. Le 21 janvier 2024, l'ICANN approuve le transfert de .lb au nouveau registre Internet Society Lebanon.

## Domaines de deuxième niveau
Une seule version de chaque nom de troisième niveau est acceptée, et non à la fois exemple.org.lb et exemple.com.lb. La raison en est qu’avec le temps, les noms pourraient migrer vers le deuxième niveau.
- com.lb – commercial
- edu.lb – éducation
- gov.lb – gouvernement
- net.lb – infrastructure réseau
- org.lb – organisations